# Francesco della Marca
Francesco della Marca (c. 1290 – dopo il 1344) è stato un francescano, teologo e filosofo italiano.
Prosecutore di Pietro Aureolo e predecessore di Gregorio da Rimini, fu dalla parte di Guglielmo di Occam e Michele da Cesena contro Papa Giovanni XXII nelle dispute dei Fraticelli, che portarono alla sua espulsione dall'Ordine francescano nel 1329. Aveva idee innovative e spesso influenti in teologia filosofica, filosofia naturale, metafisica e teoria politica.
Soprannominato nel XV secolo come "doctor succinctus" e "doctor praefulgidus", come osservabile dalle iscrizioni su uno degli affreschi del convento francescano di Bolzano, fu studiato e commentato sino all'inizio del XVI secolo, soprattutto per alcune tesi risalenti attorno al 1320 del suo Commento alle Sentenze. Per Sentenze o Sententiae si intendono i Libri Quattuor Sententiarum, dichiarazioni sui passi biblici compilate dal teologo Pietro Lombardo, che divennero materia obbligatoria di studio in tutte le facoltà di Teologia europee.
Francesco della Marca torna all'attenzione degli studiosi a partire dagli agli anni venti del 1900, nel francescano si riconoscono l'originalità delle sue vedute, che contribuiscono all'evoluzione del pensiero basso-medievale.

## Biografia
Francesco della Marca nacque intorno al 1285-1290 nel borgo di Appignano del Tronto in provincia di Ascoli Piceno, nella diocesi di Ascoli Piceno facente parte all'epoca della Marca di Ancona da una famiglia con il nome di Rubeus o Rossi. Divenne francescano dell'Ordine dei Frati Minori ed ebbe come maestro il beato Giovanni Duns Scoto. Salì nella gerarchia educativa dell'ordine, studiando teologia all'Università di Parigi intorno al 1310.  Successivamente insegnò in uno studium universitario francescano non conosciuto, prima di tornare allo studium di Parigi come lettore sulle Sentenze di Pietro Lombardo nel corso di laurea in teologia dell'anno accademico 1319-1320. Francesco rimase a Parigi almeno fino al 1323, quando ormai molto probabilmente era stato promosso maestro di teologia. I suoi insegnamenti più famosi erano i suoi commenti sulle Sentenze all'Università di Parigi.  È probabile che le lezioni del della Marca siano state trascritte dai suoi studenti generando diverse versioni del suo commento in forma di manoscritto.
Sono poche e discordanti le informazioni di questo periodo. Alcune suggeriscono che lasciò Parigi almeno temporaneamente già nel 1321 per essere "a consiliis" alla corte di Roberto d'Angiò, re di Napoli, capo del guelfismo italiano e legato all'ordine francescano spirituale. Alcune sembrano suggerire che Francesco della Marca rimase a Parigi almeno fino al 1323, promosso maestro di teologia componendo diversi commentari accademici, tra cui due sulla Metafisica aristotelica e uno sulla Fisica. Altre che ebbe modo di partecipare al Capitolo generale francescano di Perugia, sottoscrivendo, il 6 giugno 1322, la risoluzione con la quale veniva dichiarata lecita la tesi secondo la quale Cristo e gli apostoli non avevano mai posseduto beni.
Un documento dell'aprile 1328 colloca il Della Marca come lettore nello studio del convento francescano di Avignone, sede della corte papale. L'ipotesi della permanenza del della Marca ad Avignone già dal 1324, si basa su un errore d'interpretazione. Scrittori non del tempo affermarono che Francesco Della Marca fu eletto ministro provinciale francescano della Marca Anconetana, sua area di origine, nel 1327, ma studi recenti confutano definitivamente questa affermazione con delle prove
Il documento del 1328 riguarda anche il dissidio di Della Marca con Papa Giovanni XXII per il sostegno del Ministro francescano Generale Michele da Cesena sulla questione della povertà apostolica.

### La questione della povertà apostolica
Francesco prese parte attiva alle lotte interne riguardanti la povertà che stavano dividendo l'ordine. Insieme a Michele da Cesena, Guglielmo di Ockham e Bonagrazia di Bergamo, sostenne una regola di assoluta povertà per i successori di Cristo e per la chiesa. Si ribellò a papa Giovanni XXII, sostenendo il suo avversario, l'imperatore Ludovico il Bavaro.
I francescani che rifiutarono la condanna della critica dei frati minori della bolla Cum inter nonnullos di Giovanni XXII, vennero accusati di eresia. Questo avvicinò l'ordine allo schieramento antipapale rappresentato da Ludovico il Bavaro. Questi era divenuto ostile al Papa dopo che gli aveva rifiutato la conferma e l'incoronazione come imperatore dopo l'elezione a re di Germania nel 1314, preferendogli Federico I d'Asburgo.
Ludovico scomunicato il 23 marzo 1324,  rispose, esattamente un mese dopo, con l'"Appello di Sachsenhausen". Con esso il Papa fra l'altro, veniva accusato di eresia, quindi delegittimato per la sua presa di posizione nella disputa francescana sulla povertà. Lo scontro divenne acceso, la conciliazione di Michele da Cesena del 1325 al capitolo di Lione fallì. Nel 1327 Michele venne convocato e trattenuto ad Avignone insieme a Bonagrazia da Bergamo e Guglielmo di Occam.
Francesco Della Marca, ad Avignone come lector nello Studium generale dell'Ordine, sottoscrive una protesta redatta da Michele contro l'operato del papa. Ludovico il Bavaro giunge in Italia, prende la corona imperiale e, dichiarato deposto il Papa, nomina antipapa il francescano Pietro da Corbara, con il nome di Niccolò V.
Scomunicato dal Papa, Francesco della Marca decide di raggiungere, fuggendo la notte tra il 26 e il 27 maggio 1328, l'imperatore germanico a Pisa con i suoi confratelli prigionieri.  Francesco ancora una volta si ribellò per protestare contro la sua scomunica (1329-1331). A Pisa i quattro pubblicano un documento, l'”Appellatio maior”, nel quale Giovanni XXII veniva dichiarato eretico per la sua posizione nella questione della povertà e in altre controversie. 
Francesco e i suoi compagni andavano però perdendo le simpatie all'interno dell'Ordine.
Il tentativo di Michele, nel novembre 1328, di impedire lo svolgimento del capitolo generale convocato a Parigi fallì, mentre la riunione dell'Ordine, svoltasi nell'aprile 1329, confermò la scomunica di Michele ed elesse, quale nuovo ministro generale Guiral Ot, ovvero Geraldo di Oddone, favorevole alla Curia.

### La scomunica
Francesco e i suoi compagni vennero condannati e il 20 aprile 1329 fu formalmente confermata la loro scomunica.
Francesco ispirò la protesta espressa nelle Allegationes religiosorum virorum che dichiarava invalida la deposizione di Michele e l'elezione di Geraldo, per l'esclusione di metà degli aventi diritto alla partecipazione al capitolo. I quattro francescani, con Marsilio da Padova, entravano a far parte della curia di Ludovico; con lui, nel 1330, raggiunsero Monaco di Baviera, ove si stabilirono nel convento francescano.
Fu perseguitato dalle autorità ecclesiastiche in Italia nel 1341. Nel 1344 fece una ritrattazione formale (che doveva servire da esempio per tutti i dissidenti successivi) e si riconciliò con la chiesa e con l'ordine . La data della sua morte non è nota.

## Filosofia

### Diritti di Proprietà
Nel Improbatio, Francesco Della Marca si concentra sulla determinazione di quando e dove i diritti di proprietà hanno origine per sostenere la convinzione francescana che Cristo ha vissuto in povertà assoluta. Egli distingue tra due tipi di Proprietà: la proprietà prima della caduta dell'uomo e la proprietà dopo. La proprietà prima della caduta, nota anche come la proprietà dello stato prelapsario, è stato un momento in cui tutte le creature di Dio si rallegrarono nella felicità, condivisa nella creazione di Dio, ed erano profondamente collegate tra loro. La proprietà dopo la caduta è stata causata dal primo peccato di Adamo, rendendo la questione dei diritti di proprietà distintamente umani
Il Papa aveva negato che l'origine della proprietà fosse legata agli esseri umani, sostenendo che era il peccato in sé ad esserne la causa. Francesco aveva convenuto che senza peccato non ci sarebbero i diritti di proprietà e che, tuttavia, il peccato non ha portato immediatamente al concetto di proprietà. Francesco sostenne che la legge umana è stata responsabile della formazione dei diritti di proprietà, non la legge divina, e impiegò la storia di Caino e Abele, citando la volontà corrotta di Caino per sostenere la sua convinzione.

### Moto del Proiettile
Nel corso del secolo XIV fiorirono una serie di studi nel contesto della filosofia naturale in relazione alla dottrina aristotelica del movimento applicata al moto dei proiettili. Per Aristotele i corpi inanimati si muovono spontaneamente verso il loro luogo naturale, mentre i corpi in movimento devono alla presenza continua e, per contatto, di un motore che dirige il corpo verso un’altra direzione.
Già Giovanni Filopono nel VI secolo aveva mosso logiche obiezioni a questa dottrina.
Con la definizione dell'<nowiki )>impetus o Teoria dell'impeto la discussione proseguì, ripresa da Avicenna, Ruggero Bacone e Tommaso d'Aquino.
Solo con Francesco della Marca nel XIV secolo si giunse ad una conclusione. La teoria di Francesco della Marca sul Moto del Proiettile o Moto parabolico, indicata come virtus Derelicta (forza rimanente), è descritta nelle sezioni di suoi commenti sulle Sentenze che spiegano la consacrazione dell'Eucarestia, in una quaestio sull’efficacia dei sacramenti risalente al 1323.
Derelicta Virtus afferma: il moto di un oggetto è causato da una forza lasciata dall'oggetto che agiva su di essa, quella forza residua impressa al proiettile durante il lancio. A differenza della teoria dell'inerzia che ha lo scopo di spiegare solo i fenomeni naturali, la teoria della virtus derelicta di Francesco della Marca è una spiegazione che include i fenomeni naturali e soprannaturali.
La virtus derelicta spiega diversi tipi di moto - perpetuo e finito - ed è destinato a tener conto delle variazioni innaturali. Gli elementi chiave del Derelicta Virtus includono :
- Un oggetto viene messo in moto da un altro oggetto, che lascia la forza rimanente in oggetto in movimento.
- All'inizio di un dato movimento, le forze rimanti possono lavorare con o contro la naturale disposizione dell'oggetto in movimento.
- Se funziona contro l'oggetto in movimento, la virtus derelicta si dissipa ed eventualmente lascia il corpo, cessando il moto.
- Se funziona con l'oggetto in movimento, la virtus derelicta rimane nell'oggetto provocando il potenziale moto perpetuo.

Ci sono stati diversi filosofi prima del tempo di Francesco della Marca, come ad esempio Richard Rufus di Cornovaglia che nel XIII secolo sembrano disporre già di versioni della virtus derelicta. Quindi, non è chiaro se questa teoria sia veramente originata autonomamente dal pensiero di Della Marca. Tuttavia, filosofi come Giovanni Buridano e Gerardus Odonis hanno utilizzato la teoria del frate francescano per affinare i propri concetti di virtus derelicta, confermando che Francesco della Marca ha giocato un ruolo chiave nell'evoluzione della filosofia sulla fisica.

### Atto di volontà
Francesco della Marca nel secondo libro dei Commentari sulle Sentenze,  si focalizza su come la volontà potrebbe agire contro la ragione con conseguente colpevolezza morale: se la volontà potrebbe o agire prima, o contro giudizio razionale. Della Marchia ha sostenuto che la volontà è la causa dell'azione. Dopo che un giudizio è statoelaborato, la volontà decide di agire sia in conformità con tale sentenza o contro di essa. La volontà costituisce il termine medio tra giudizio e azione. Senza di essa, il giudizio richiederebbe un'azione, negando il concetto di libero arbitrio e colpevolezza morale. Inoltre, la volontà è sotto una legge che obbliga a compiere atti buoni. Senza questo impegno non ci sarebbe peccato.
Per rispondere a come la volontà potrebbe andare contro tale obbligo, Della Marca distingue tra atti apprensivi e giudicativi. Gli atti apprensivi sono necessari per far funzionare la volontà e sono frutto di cognizioni intellettuali e giudizi. Gli atti giudicativi sono formati dalla conoscenza più complessa in cui il ragionamento si applica giudiziosamente. La volontà non richiede atti giudicativi da eseguire, ciò spiega come gli esseri umani sono in grado di peccare. In altre parole, la volontà non dipende dal giudizio razionale.
Per evitare l'obiezione che il giudizio è necessario per il ragionamento e non può essere ignorato nel processo deliberativo, Della Marca offrì un'ulteriore distinzione tra conoscenza apprensiva e giudicativa, e due tipi di giudizi riflettenti razionali. Queste distinzioni consentono un giudizio da selezionare su un'altra causa della forza che riceve da essere selezionato dalla volontà.

## Opere
Selezione
- Improbatio contra libellum Domini Johannis qui incipit Quia vir reprobus, una confutazione alla bolla papale del Papa.
- Quodlibet cum quaestionibus selectis ex commentario in librum Sententiarum, l'autore affronta i principali temi della dottrina cristiana su Dio: le relazioni delle persone divine all'interno della Trinità e il rapporto tra il Creatore e il mondo, la libertà di Dio nel creare, la prescienza divina e la predestinazione alla salvezza.
- Sententia et compilatio super libros Physicorum Aristotelis
- Quaestiones praeambulae et Prologus, l’autore riflette sullo statuto scientifico della teologia e della metafisica.
- Distingue primi libri prima ad decimam
- Quaestiones super Metaphysicam. Edizione critica di Nazareno Mariani (2012)